# スカパラ登場
『スカパラ登場』(スカパラとうじょう)は、東京スカパラダイスオーケストラの1作目のオリジナル・アルバム。1990年5月1日にEPIC/SONY RECORDSからリリース。

## 概要
- メジャー1stアルバム。レコーディングには参加しているソプラノサックス担当の武内雄平が就職のため本作発売前にバンドを脱退した。

## 収録曲
1. ストレンジ バード
  - 作曲：林昌幸
  - シングル「MONSTER ROCK」C/W曲。
2. バンパイア
  - 作曲：林昌幸
3. MONSTER ROCK
  - 作曲：冷牟田竜之
  - メジャー・デビュー曲。
4. 仔象の行進
  - 作詞：HAL DAVID／作曲：HENRY MANCINI
  - 1961年公開のアメリカ映画『ハタリ!』の劇中曲のカヴァー
5. ウーハンの女
  - 作曲：朝倉弘一
  - 後にASA-CHANGが自身のユニット・ASA-CHANG&巡礼でセルフカバー。
6. TIN TIN DEO
  - 作曲：CHANO POZO、WALTER FULLER GIL
7. 月面舞踏
  - 作曲：林昌幸
8. にがい涙
  - 作詞：安井かずみ／作曲：筒美京平
  - スリー・ディグリーズのカバー
9. いにしえの花
  - 作曲：川上毅
10. ゴールデン タイガー
  - 作曲：北原雅彦
11. HIT THE ROAD JACK
  - 作詞・作曲：PERCY MAYFIELD／日本語詞：東京スカパラダイスオーケストラ
12. ドキドキTIME
  - 作曲：青木達之
13. 君と僕
  - 作曲：沖祐一